# Vasicina
Vasicina (peganina) es un alcaloide del tipo de las quinazolinas. Es un compuesto activo de  Justicia adhatoda.